# 풀드 포크

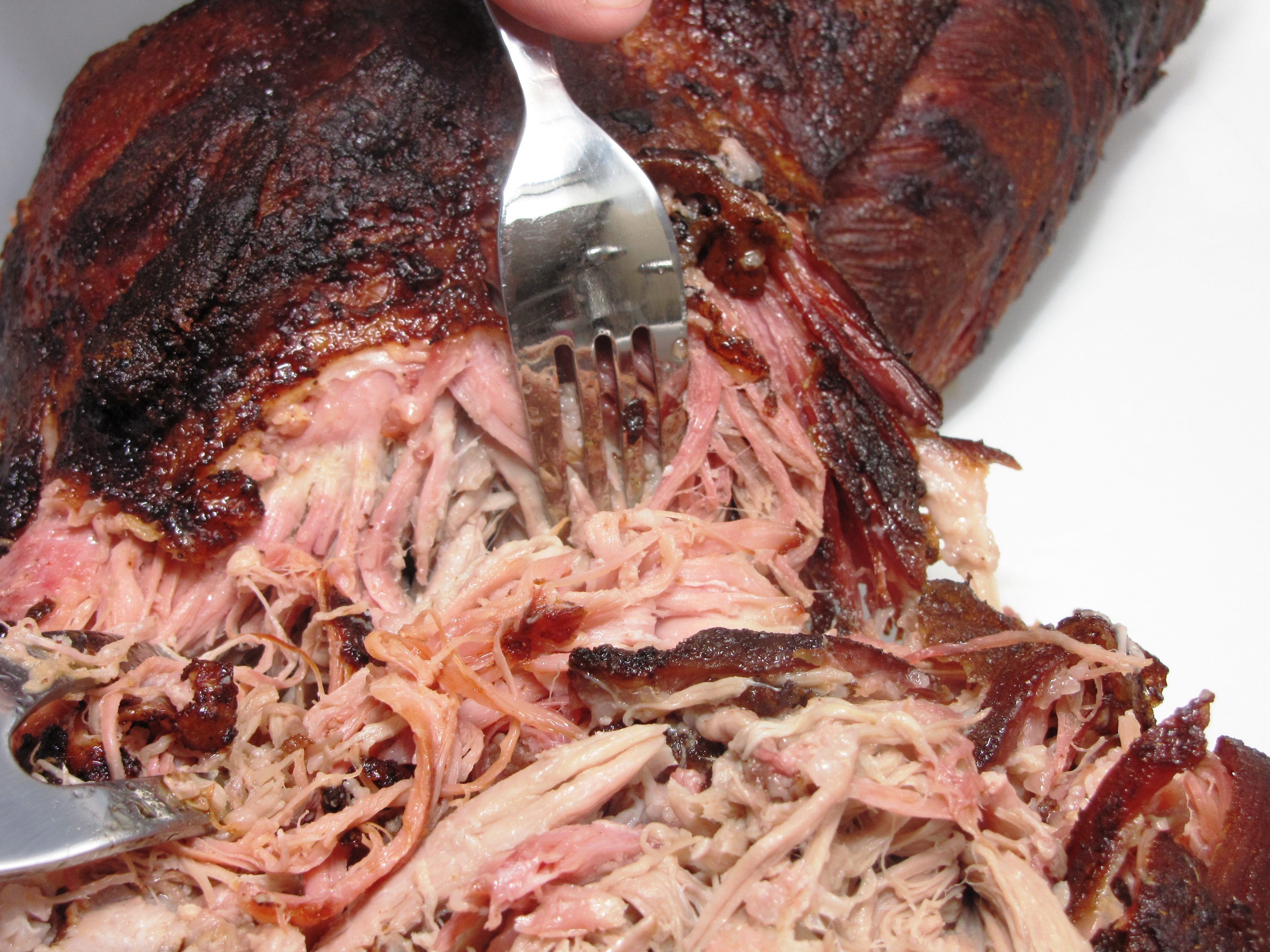
풀드 포크

풀드 포크(Pulled pork)는 미국의 요리다. 잘게 썬 돼지 어깨살로 만든 일종의 바비큐 고기 요리로 미국 남부 지역 요리다. 천천히 훈연한 후 찢어서 먹는다. 그 자체로 먹거나 샌드위치로 먹는다.